# Lady Dynamite
Lady Dynamite è una serie televisiva statunitense del 2016 creata da Pam Brady e Mitch per Netflix.
La serie racconta le surreali avventure della protagonista Maria Bamford, ed è parzialmente basata sulla sua vera vita. La prima stagione, di 12 episodi, è stata interamente pubblicata il 20 maggio 2016. La seconda è stata resa disponibile il 10 novembre 2017.

## Trama
Dopo aver trascorso sei mesi in una sorta di manicomio a causa di un disturbo bipolare, Maria cerca di ricostruire la sua vita con l'aiuto del suo agente, Bruce Ben-Bacharach. Numerosi sono i flashback legati ai rapporti con la sua famiglia e i suoi amici.

## Episodi
| Stagione         | Episodi | Pubblicazione USA | Pubblicazione Italia |
| ---------------- | ------- | ----------------- | -------------------- |
| Prima stagione   | 12      | 2016              | 2016                 |
| Seconda stagione | 8       | 2017              | 2017                 |

## Personaggi ed interpreti

### Personaggi principali
- Maria Bamford interpreta Maria Bamford, una versione vero-simile di se stessa.
- Fred Melamed interpreta Bruce Ben-Bacharach, la manager di Maria.
- Mary Kay Place interpreta Marilyn Bamford, la madre di Maria.

### Ricorrenti
- Ana Gasteyer interpreta Karen Grisham, l'agente di Maria.
- Ed Begley Jr. interpreta Joel Bamford, il padre di Maria.
- Lennon Parham interpreta Larissa, una sua amica.
- Bridget Everett interpreta Dagmar, un'altra sua amica.
- Mo Collins interpreta Susan Beeber, una sua amica d'infanzia.
- Dean Cain interpreta Graham, il suo ex fidanzato.
- June Diane Raphael interpreta Karen Grisham, la sua agente immobiliare.
- Jenny Slate interpreta Karen Grisham, la sua life coach.
- Ólafur Darri Ólafsson interpreta Scott, il suo ragazzo.
- Yimmy Yim interpreta Chantrelle, l'assistente di Bruce.
- Kyle McCulloch è la voce di Bert, il cane di Maria.

### Guest star
La prima stagione ha visto tra le guest star Stephnie Weir, Sarah Silverman, Tig Notaro, Adam Pally, Patton Oswalt, Brian Posehn, Esther Povitsky, John Mulaney, John Ridley, Mark McGrath, Mira Sorvino, Brandon Routh, Wendie Malick, Missi Pyle, James Corden, Seth Meyers, Judd Apatow, Annie Mumolo, Joanna Cassidy, Kerri Kenney, Jason Mantzoukas, e Jon Cryer.